# Mistrzostwa Ameryki Południowej w Piłce Siatkowej Mężczyzn 2011
XXIX Mistrzostwa Ameryki Południowej w Piłce Siatkowej Mężczyzn odbyły się w brazylijskim mieście Cuiabá pomiędzy 19 a 25 września 2011 roku.
Tytułu sprzed dwóch lat broniła reprezentacja Brazylii.

## System rozgrywek
Siedem reprezentacji znajdujących się w jednej grupie rozegrało ze sobą po jednym meczu systemem kołowym. Drużyna, która po rozegraniu wszystkich spotkań miała najwięcej punktów, zdobyła tytuł mistrzowski.
Za zwycięstwo drużyna otrzymywała dwa punkty, za porażkę - jeden.
O kolejności w tabeli decydowały kolejno: 
- liczba punktów,
- stosunek małych punktów,
- stosunek setów.

## Drużyny uczestniczące
| Reprezentacja | Miejsce w poprzednich mistrzostwach | Ranking FIVB |
| ------------- | ----------------------------------- | ------------ |
| Argentyna     | 2                                   | 9            |
| Brazylia      | 1                                   | 1            |
| Chile         | 5                                   | 41           |
| Kolumbia      | 4                                   | 31           |
| Paragwaj      | nie brał udziału                    | 52           |
| Urugwaj       | 7                                   | 57           |
| Wenezuela     | 3                                   | 15           |

## Hala sportowa
| Ginásio Aecim Tocantins                     |
| ------------------------------------------- |
| Cuiabá                                      |
| 15°36′19″S 56°07′25″W/-15,605278 -56,123611 |
| Pojemność: 11 000                           |

## Tabela
| Lp. | Drużyna   | Pkt | Mecze | Mecze | Mecze | Małe punkty | Małe punkty | Małe punkty | Sety | Sety | Sety   |
| Lp. | Drużyna   | Pkt | M     | W     | P     | zdob.       | str.        | ratio       | wyg. | prz. | ratio  |
| --- | --------- | --- | ----- | ----- | ----- | ----------- | ----------- | ----------- | ---- | ---- | ------ |
| 1   | Brazylia  | 12  | 6     | 6     | 0     | 471         | 312         | 1.510       | 18   | 1    | 18.000 |
| 2   | Argentyna | 11  | 6     | 5     | 1     | 469         | 381         | 1.231       | 16   | 3    | 5.333  |
| 3   | Wenezuela | 9   | 6     | 3     | 3     | 451         | 424         | 1.064       | 11   | 9    | 1.222  |
| 4   | Kolumbia  | 9   | 6     | 3     | 3     | 522         | 530         | 0.985       | 11   | 13   | 0.846  |
| 5   | Chile     | 9   | 6     | 3     | 3     | 429         | 441         | 0.973       | 9    | 11   | 0.818  |
| 6   | Paragwaj  | 7   | 6     | 1     | 5     | 355         | 469         | 0.757       | 4    | 15   | 0.267  |
| 7   | Urugwaj   | 6   | 6     | 0     | 6     | 333         | 473         | 0.704       | 1    | 18   | 0.056  |

Źródło: cbv.com.br
Punktacja: zwycięstwo – 2 pkt, porażka – 1 pkt
Zasady ustalania kolejności: 1. liczba punktów, 2. stosunek małych punktów, 3. stosunek setów, 4. bilans w bezpośrednich meczach

## Wyniki spotkań

### 1. dzień
| Data  | Godzina | Drużyna 1 | Wynik | Drużyna 2 | Set 1 | Set 2 | Set 3 | Set 4 | Set 5 | Widzów | Raport |
| ----- | ------- | --------- | ----- | --------- | ----- | ----- | ----- | ----- | ----- | ------ | ------ |
| 19.09 | 15:30   | Argentyna | 3:0   | Chile     | 25:23 | 25:21 | 25:16 |       |       | 200    |        |
| 19.09 | 18:00   | Brazylia  | 3:0   | Urugwaj   | 25:10 | 25:10 | 25:14 |       |       | 4125   |        |
| 19.09 | 20:30   | Wenezuela | 2:3   | Kolumbia  | 17:25 | 27:25 | 25:17 | 26:28 | 10:15 | 1327   |        |

### 2. dzień
| Data  | Godzina | Drużyna 1 | Wynik | Drużyna 2 | Set 1 | Set 2 | Set 3 | Set 4 | Set 5 | Widzów | Raport |
| ----- | ------- | --------- | ----- | --------- | ----- | ----- | ----- | ----- | ----- | ------ | ------ |
| 20.09 | 16:30   | Argentyna | 3:0   | Kolumbia  | 25:18 | 25:17 | 25:20 |       |       | 200    |        |
| 20.09 | 19:00   | Urugwaj   | 0:3   | Paragwaj  | 22:25 | 22:25 | 24:26 |       |       | 987    |        |
| 20.09 | 21:30   | Brazylia  | 3:0   | Chile     | 25:21 | 25:19 | 25:10 |       |       | 6087   |        |

### 3. dzień
| Data  | Godzina | Drużyna 1 | Wynik | Drużyna 2 | Set 1 | Set 2 | Set 3 | Set 4 | Set 5 | Widzów | Raport |
| ----- | ------- | --------- | ----- | --------- | ----- | ----- | ----- | ----- | ----- | ------ | ------ |
| 21.09 | 16:30   | Wenezuela | 3:0   | Chile     | 25:14 | 25:23 | 25:18 |       |       | 200    |        |
| 21.09 | 19:00   | Argentyna | 3:0   | Urugwaj   | 25:14 | 25:16 | 25:21 |       |       | 487    |        |
| 21.09 | 21:30   | Brazylia  | 3:0   | Paragwaj  | 25:10 | 25:14 | 25:11 |       |       | 4563   |        |

### 4. dzień
| Data  | Godzina | Drużyna 1 | Wynik | Drużyna 2 | Set 1 | Set 2 | Set 3 | Set 4 | Set 5 | Widzów | Raport |
| ----- | ------- | --------- | ----- | --------- | ----- | ----- | ----- | ----- | ----- | ------ | ------ |
| 22.09 | 16:30   | Chile     | 3:0   | Paragwaj  | 25:23 | 25:18 | 25:13 |       |       | 127    |        |
| 22.09 | 19:00   | Argentyna | 3:0   | Wenezuela | 30:28 | 25:20 | 25:19 |       |       | 987    |        |
| 22.09 | 21:40   | Brazylia  | 3:0   | Kolumbia  | 25:18 | 25:13 | 25:19 |       |       | 6978   |        |

### 5. dzień
| Data  | Godzina | Drużyna 1 | Wynik | Drużyna 2 | Set 1 | Set 2 | Set 3 | Set 4 | Set 5 | Widzów | Raport |
| ----- | ------- | --------- | ----- | --------- | ----- | ----- | ----- | ----- | ----- | ------ | ------ |
| 23.09 | 14:30   | Wenezuela | 3:0   | Urugwaj   | 25:14 | 25:22 | 25:13 |       |       | 101    |        |
| 23.09 | 17:00   | Kolumbia  | 2:3   | Chile     | 25:22 | 26:24 | 26:28 | 20:25 | 12:15 | 102    |        |
| 23.09 | 19:30   | Argentyna | 3:0   | Paragwaj  | 25:18 | 25:16 | 25:20 |       |       | 103    |        |

### 6. dzień
| Data  | Godzina | Drużyna 1 | Wynik | Drużyna 2 | Set 1 | Set 2 | Set 3 | Set 4 | Set 5 | Widzów | Raport |
| ----- | ------- | --------- | ----- | --------- | ----- | ----- | ----- | ----- | ----- | ------ | ------ |
| 24.09 | 12:00   | Brazylia  | 3:0   | Wenezuela | 25:14 | 25:15 | 27:25 |       |       | 6832   |        |
| 24.09 | 14:30   | Kolumbia  | 3:1   | Paragwaj  | 25:9  | 25:23 | 26:28 | 25:23 |       | 120    |        |
| 24.09 | 17:00   | Chile     | 3:0   | Urugwaj   | 25:15 | 25:20 | 25:18 |       |       | 93     |        |

### 7. dzień
| Data  | Godzina | Drużyna 1 | Wynik | Drużyna 2 | Set 1 | Set 2 | Set 3 | Set 4 | Set 5 | Widzów | Raport |
| ----- | ------- | --------- | ----- | --------- | ----- | ----- | ----- | ----- | ----- | ------ | ------ |
| 25.09 | 8:00    | Kolumbia  | 3:1   | Urugwaj   | 25:17 | 25:20 | 22:25 | 25:16 |       | 14     |        |
| 25.09 | 8:00    | Wenezuela | 3:0   | Paragwaj  | 25:19 | 25:16 | 25:18 |       |       | 300    |        |
| 25.09 | 11:00   | Brazylia  | 3:1   | Argentyna | 25:20 | 19:25 | 25:23 | 25:21 |       | 11000  |        |

| MISTRZ AMERYKI POŁUDNIOWEJ 2011                |
| ---------------------------------------------- |
| BRAZYLIA 28. TYTUŁ MISTRZA AMERYKI POŁUDNIOWEJ |

## Klasyfikacja końcowa
| Lp. | Drużyna   |
| --- | --------- |
|     | Brazylia  |
|     | Argentyna |
|     | Wenezuela |
| 4   | Kolumbia  |
| 5   | Chile     |
| 6   | Paragwaj  |
| 7   | Urugwaj   |

     Puchar Świata 2011

## Nagrody indywidualne
| MVP                 | Najlepszy broniący  | Najlepszy blokujący | Najlepszy atakujący | Najlepszy przyjmujący | Najlepszy zagrywający | Najlepszy rozgrywający | Najlepszy libero    |
| ------------------- | ------------------- | ------------------- | ------------------- | --------------------- | --------------------- | ---------------------- | ------------------- |
| Sérgio Dutra Santos | Sérgio Dutra Santos | Sebastián Solé      | Dante Amaral        | Sérgio Dutra Santos   | Kervin Piñerua        | Luciano De Cecco       | Sérgio Dutra Santos |